# Lotus Juice
Lotus Juice（ロータス・ジュース、1979年11月15日 - ）とは、日本の歌手・作詞家である。アニキという愛称で呼ばれることが多い。
アニメやゲーム作品と関わりが深く、『ペルソナ3』（2006年、アトラス）や『ペルソナQ シャドウ オブ ザ ラビリンス』（2014年、アトラス）などのゲームソフトで使用されたBGM（これらの作品ではBGMとして歌が使われている）で歌を担当した。アニメ『Persona4 the ANIMATION』ではオープニング、エンディングテーマの作詞や歌を担当した。その他のアニメ作品では、『ソウルイーター』、『黒執事』、『刀語』、『ジョジョの奇妙な冒険』『シン・仮面ライダー』などに関わっている。音楽活動の傍ら、ナレーション等の仕事も行い、活動の幅を広げている。

## 来歴
8歳で家族と共に渡米し、ニュージャージー州に移住する。幼少から音楽に敏感で自己流で踊っていた。日本に帰国後、大学に入学する。このころからヒップホップをベースに音楽活動を始めた。東京とニューヨークを拠点にライブ活動を敢行。23歳でプロ活動を試みて、25歳でファーストアルバムを発売した。

## 人物
- 自分自身が映っている映像や写真を見ることが苦手。ペルソナライブ関連の映像も見ることなく過ごしていたが、PERSONA MUSIC FES2013のDVDについてはなぜか見ることができた、と語っている[2]。
- 2013年12月に行ったライブタイトル「Crystal Rough」について。Crystal Roughとはダイヤ等に使われる原石の名前から命名された。「これから自分自身の音楽人生をガンガン進んでいきたい、そしてまた現時点では序章である」という意気込みを込めている[3]。
- 武道館での初ライブを振り返り、当日は「祭り」のように楽しかった、と表現している。他の参加メンバー（川村ゆみ、平田志穂子）も同様に感想を述べている。また「もっと頑張らなくてはいけない、いつかソロでも武道館に立てるように…」と、自分自身へのカンフル剤になった、ともコメントしている[4]。
- 2014年7月に作成したTシャツには"NOT CHANCE BUT CHOICE CARPE DIEM"という文字を表現した。「たまたま起こったことじゃなく、自らが選んで今がある。いい意味も悪い意味も、今の自分があるのは過去の自分が選択してきたことに対する結果であり、自分次第で広がる世界、広げるしかない。」というメッセージを込めている[5]。

## 作詞制作
- 作詞の依頼が来た際は、以下の手順を踏んで制作を行う[6]。
  - 依頼された作品のコンセプトや世界観を把握する。同時に、その作品および楽曲を聞くであろう対象者の属性（年齢層等）を鑑み、「自分がその年齢はどうだったか？」を想像する。
  - 音源を聞いて、コンセプトと曲を自分自身で「消化」する。音楽およびコンセプトが自分自身で腹落ちするまで行うため、当作業には時間がかかる傾向にある。
  - 作詞作業に必要な具体的な言葉・キーワードを検討する。ゴールとするボーダーラインは自分で設定し、「言葉を探す」作業を行う。その後、各キーワードを組み合わせ、文章を組み立てていく。
  - 全体の文章がつながった後は、全体像の確認を行う。全体のバランスを見たうえで、メロディーラインに母音、子音が無理なく入るか？逆に無理に入ったほうがいいのか？等を判断・調整していく。
  - 上記作業まで完了したら、いったん時間おいた上で再度確認を行う。極力、「考えず」に聞くことを重要視している。最後に微調整を行って作詞作業は完了となる。ただし自分で納得のいくクオリティーの物が仕上がらない場合、最初からやり直す場合もある[7]。
- 基本的に上記プロセスを踏んで作詞作業は行われるが、稀に各作業をスキップして仕上がる場合もある。例えばジョジョの奇妙な冒険のアニメにて提供した「oh please..」の歌詞は30分で仕上がった、と語っている。この場合は自身がジョジョの奇妙な冒険シリーズのファンであり、作品のコンセプトが既に把握済みであったため、ステップ２の消化作業が省略されたためである[6]。

## ディスコグラフィ

### ソロ
| # | タイトル                                | 発売日     | 規格品番 | レーベル  |
| - | --------------------------------------- | ---------- | -------- | --------- |
| 1 | Beyond the Clouds feat. Kyu from Vlidge |            |          |           |
| 2 | Only a TEST                             | 2006/05/17 | BTMOP-1  | BET-TALIS |
| 3 | CARPE DIEM                              | 2012/04/11 |          |           |
| 4 | 一人じゃない                            | 2016/06/23 |          |           |
| 5 | Catch me if you can                     | 2016/07/07 |          |           |

## 参加作品

### アニメ/映画作品
| # | タイトル                                                                             | 発売日     | 規格品番     | レーベル            |
| - | ------------------------------------------------------------------------------------ | ---------- | ------------ | ------------------- |
|   | PERSONA -trinity soul-ORIGINAL SOUNDTRACK                                            | 2008/07/02 | SVWC7554     | アニプレックス      |
|   | ソウルイーター オリジナルサウンドトラック 1                                          | 2008/08/27 | SVWC-7569    | アニプレックス      |
|   | ソウルイーター オリジナルサウンドトラック 2                                          | 2009/03/18 | SVWC-7620    | アニプレックス      |
|   | 黒執事サウンドコンプリート BLACK BOX                                                 | 2009/08/26 |              | アニプレックス      |
|   | 刀語 オリジナル・サウンドトラック Vol.1                                              | 2010/06/23 | LASA-5051    | GloryHeaven         |
|   | 大河アニメ 刀語 劇中楽曲集 其ノ弐                                                    | 2010/12/22 | LASA-5069    | GloryHeaven         |
|   | 「C」オリジナル・サウンドトラック                                                    | 2011/08/17 | KSCL-1815    | Ki/oon Music Inc.   |
|   | TVアニメ 神様のメモ帳 オリジナルサウンドトラック                                     | 2011/09/28 | LASA-5104    | GloryHeaven         |
|   | ジョジョの奇妙な冒険 O.S.T Battle Tendency [Musik]                                   | 2013/03/29 | 1000377818   | Warner Home Video   |
|   | TVアニメ「ノラガミ」オリジナル・サウンドトラック 野良神の音                          | 2014/02/19 | AVCA-74236   | avex entertainment  |
|   | まじっく快斗 1412 オリジナルサウンドトラック                                         | 2015/04/22 | SVWC-70067   | アニプレックス      |
|   | 「ガッチャマン クラウズ インサイト」オリジナル・サウンドトラック                     | 2015/08/26 | VPCG-83502   | VAP                 |
|   | 文豪ストレイドッグス                                                                 | 2016/06/29 | LACA-15574   | Lantis              |
|   | 映画『文豪ストレイドッグス DEAD APPLE』 オリジナルサウンドトラック                   | 2018/03/03 | LACA15694    | Lantis              |
|   | 劇場版シティーハンター 新宿プライベート・アイズ (City Hunter: Shinjuku Private Eyes) | 2019/2/6   | SVWC-70395   | アニプレックス      |
|   | 閻魔堂沙羅の推理奇譚 OST                                                             | 2020/12/31 |              | NHK Publishing, Inc |
|   | シン・仮面ライダー映画 OST                                                           | 2023/04/12 | KICA-2621～2 | キングレコード      |

### ペルソナ関連作品（CD）
| #  | タイトル                                                                                   | 発売日     | 規格品番                                            | レーベル        |
| -- | ------------------------------------------------------------------------------------------ | ---------- | --------------------------------------------------- | --------------- |
| 1  | ペルソナ3 オリジナル・サウンドトラック                                                     | 2006/07/19 | SVWC-7380                                           | アニプレックス  |
| 2  | バーン・マイ・ドレッド －「ペルソナ3」輪廻転生－                                           | 2007/04/18 | SVWC-7460                                           | アニプレックス  |
| 3  | ペルソナ3フェス オリジナル・サウンドトラック                                               | 2007/05/02 | SVWC-7464                                           | アニプレックス  |
| 4  | ペルソナ〜トリニティ・ソウル〜 オリジナル・サウンドトラック                                | 2008/07/02 | SVWC-7554                                           | アニプレックス  |
| 5  | ペルソナ4 オリジナル・サウンドトラック                                                     | 2008/07/23 | SVWC-7566                                           | アニプレックス  |
| 6  | ペルソナ3ポータブル オリジナル・サウンドトラック                                           | 2009/11/25 | SVWC-7662                                           | アニプレックス  |
| 7  | PERSONA MUSIC LIVE BAND                                                                    | 2010/06/23 | SVWC-7692                                           | アニプレックス  |
| 8  | ペルソナ2 罪 INNOCENT SIN. オリジナル・サウンドトラック                                    | 2011/04/27 | KICA-1507                                           | キングレコード  |
| 9  | ネバー・モア ―「ペルソナ４」輪廻転生―                                                      | 2011/10/26 | SVWC-7792                                           | アニプレックス  |
| 10 | ペルソナ4 ザ・ゴールデン オリジナルサウンドトラック                                        | 2012/06/27 | SVWC-7859                                           | アニプレックス  |
| 11 | ペルソナ4 ジ・アルティメット イン マヨナカアリーナ オリジナルサウンドトラック              | 2012/08/22 | SVWC-7884                                           | アニプレックス  |
| 12 | ペルソナQ シャドウ オブ ザ ラビリンス オリジナル・サウンドトラック                         | 2014/7/16  | LNCM-1053                                           | Mastard Records |
| 13 | PERSORA -THE GOLDEN BEST-                                                                  | 2014/7/16  | LNCM-1055                                           | Mastard Records |
| 14 | PERSONA MUSIC FES 2013 〜in 日本武道館                                                     | 2014/08/27 | LNCM-1066                                           | Mastard Records |
| 15 | ペルソナ4 ジ・アルティマックス ウルトラスープレックスホールド オリジナル・サウンドトラック | 2014/12/17 | LNCM-1070                                           | ハピネット      |
| 16 | PERSORA -THE GOLDEN BEST 2-                                                                | 2015/2/18  | LNCM-1085                                           | ハピネット      |
| 17 | 「ペルソナ4 ダンシング・オールナイト」 オリジナル・サウンドトラック                        | 2015/07/29 | LNCM-1111（通常版） LNCM-1108/10（ADVANCED CD付版） | Mastard Records |

### ペルソナ関連作品（DVD他）
| #  | タイトル                                                             | 発売日                         | 規格品番                                                                         | レーベル        |
| -- | -------------------------------------------------------------------- | ------------------------------ | -------------------------------------------------------------------------------- | --------------- |
| 1  | PERSONA MUSIC LIVE -Velvetroom in AKASAKA BLITZ-                     | 2009/09/16                     | ANSB-3181（通常版） ANZB-3181（限定版）                                          | アニプレックス  |
| 2  | PERSONA MUSIC LIVE 2009 Velvetroom in Wel City Tokyo                 | 2010/06/23                     | ANSB-3183（通常版） ANZB-3183（限定版）                                          | アニプレックス  |
| 3  | PERSONA MUSIC LIVE 2012 -MAYONAKA TV in TOKYO International Forum-   | 2012/08/22                     | ANSB-3185（通常版） ANZB-3185（DVD限定版） ANZX-3185（ブルーレイ限定版）         | アニプレックス  |
| 4  | PERSONA MUSIC FES 2013 ～in 日本武道館                               | 2014/08/27                     | LNBM-1064（通常版） LNBM-1060（DVD限定版） LNXM-1057（ﾌﾞﾙｰﾚｲ限定版）             | Mastard Records |
| 5  | PERSONA MUSIC BOX 2014                                               | 2015/01/31                     | LNBM-1082（DVD版） LLNXM-1081（ﾌﾞﾙｰﾚｲ版）                                        | Mastard Records |
| 6  | PERSONA SUPER LIVE 2015 ～in 日本武道館 -NIGHT OF THE PHANTOM-       | 2015/08/26                     | LNXM-1112（ﾌﾞﾙｰﾚｲ版） LNBM-1113～4（2枚組DVD盤） LNCM-1115～6（2枚組ライヴCD盤） | Mastard Records |
| 7  | PERSORA AWARDS                                                       | 2015/09/30                     | LNBM-1101（通常版） LNBM-1102（数量限定特別版）                                  | Mastard Records |
| 8  | PERSONA SUPER LIVE P-SOUND BOMB !!!!2017~港の犯行~                   | 2018/08/29                     |                                                                                  | Mastard Records |
| 9  | 「PERSONA SUPER LIVE P-SOUND STREET 2019 ～Q番シアターへようこそ～」 | 2019年11月27日                 | VIXL-286                                                                         | Victor          |
| 10 | 「PERSONA SUPER LIVE P-SOUND WISH 2022 ～交差する旅路～」@幕張メッセ | 2022年10月8日（土）、9日（日） |                                                                                  |                 |

### その他
| # | タイトル                                   | 発売日     | 規格品番   | レーベル |
| - | ------------------------------------------ | ---------- | ---------- | -------- |
| 1 | DIGITAL PAPERBACK:the Prologue             | 2005/09/14 | AKCU-66090 | MUSASHI  |
| 2 | APRIGHTS COLLECTION Vol.1 ～STREET BEATS～ | 2007/05/23 | XQCS-1001  | APRIGHTS |
| 3 | 響-Kya-                                    | 2009/10/07 | LACA-5962  | Lantis   |
| 4 | 『ZONE-00』イメージアルバム「響」 Ver.Q    | 2011/05/18 | LACA-15118 | Lantis   |

## ライブ活動

### ソロライブ
- BAR RASHINBUN
  - 2012/01/28　＠自由ヶ丘Hyphen
- BAR RASHINBUN vol.1
  - 2013/11/09　＠hyphen ハイフン
- BAR RASHINBUN vol.2
  - 2013/11/23　＠hyphen ハイフン
- Crystal Rough vol.1
  - 2013/12/22　＠ライブハウス四谷Lotus
- MUSIC INTOXICATION
  - 2014/05/18日　＠心斎橋CLUB DROP
- THE MIXTAPE ~summer time cruising
  - 2014/08/02　＠新横浜BeLLs
- Lotus Juice's BIRTHDAY BASH2014
  - 2014/11/15　＠渋谷lil'rire
- Lotus Santa -holiday love exclusive-
  - 2014/12/24　＠心斎橋CLUB DROP
- 蓮夏祭2015
  - 2015/07/25　＠堺東Goith
- 蓮秋祭2015　Halloween Party
  - 2015/10/31　＠さいたまHEAVEN'S ROCK
- 蓮秋祭2016ツアー
  - 2016/07/02　＠名古屋RADHALL
  - 2016/07/09　＠さいたまHEAVEN'S ROCK
  - 2016/07/16　＠堺東Goith
- Lotus Juice presents 蓮秋祭2017 ~Halloween Party~

・2017年10月28日 ＠さいたまHEAVEN'S ROCK
・Lotus Juice presents 蓮春祭2018
　　・2018年3月31日 (土) ＠さいたまHEAVEN'S ROCK
・Lotus Juice presents 「蓮梅雨祭 2022 ~Good Vibes~」
　　・2022年6月18日＠さいたまHEAVEN'S ROCK

## 出演
- ペルソナダンスバトルナイト♪（2018年4月7日、AbemaTV・ウルトラゲームス）

## アクセサリー
自身のロゴをモチーフにあしらったアクセサリー、ジュエリーを制作・展開している。なお、制作はすべてCONTRIBEが手掛ける。一部商品については期間限定での販売であるが、ほとんどは受注生産で入手可能。
- Lotus Juice Ring
  - CONTRIBEとのコラボジュエリー第1作品目。シルバー・ブラス・SPシルバー・SPブラスの全4種類が展開している。すべて共に燻し、および透かしの加工が施されている。
- Lotus Juice Sphere
  - CONTRIBEとのコラボジュエリー第2作品目。ロゴマークにヘッドフォンを付けた、ポップなデザイン。コアに水晶を使用。側面には『L』と『J』の文字がデザインされている。
- Lotus Candy
  - CONTRIBEとのコラボジュエリー第3作品目。Lotus Juice Sphereと基本構造は同じ。水晶の部分がアクリル球に変更されており、赤、青、黄色のカラーバリエーションが用意されている。飴玉をイメージしたポップなカラーのネックレス。
- Lotus charm
  - シューズチャーム、レザーブレス等に付けられるチャーム。ブラスゴールドとシルバーの２カラーバリエーション。
- バレンタインLotusJuice chocolate necklace
  - バレンタイン限定で発売されたのチョコレートをモチーフにしたネックレス。カケル・トケル、の２デザイン、PGとチョコレートの２カラーが用意された。